# 무추
무추는 무와 배추를 접붙이기해서 만들어진 새로운 식물이다. 한국과 일본에서 만들었다. 한식물에서 무와 배추를 동시에 얻어 농지를 집약적으로 이용할 수 있지만 쉬운 증식이 어렵다는 문제가 있다. 그래서 무와 배추의 잡종인 배무채가 개발되었다.

## 같이 보기
- 배무채
- 포마토
- 레마토